# Ga Sang-dong
Ga Sang-dong (Tiếng Hàn: 상동역, Hanja: 上洞驛) là ga tàu điện ngầm trên Tàu điện ngầm Seoul tuyến 7 ở Sang-dong, Wonmi-gu, Bucheon-si, Gyeonggi-do.

## Lịch sử
- 27 tháng 10 năm 2012: Việc kinh doanh bắt đầu với việc khai trương phần mở rộng Onsu - Văn phòng Bupyeong-gu của Tàu điện ngầm Seoul tuyến 7
- 1 tháng 1 năm 2022: Chuyển giao quyền điều hành cho Tổng công ty Vận tải Incheon

## Bố trí ga
| Tòa thị chính Bucheon ↑ |
| \| N/B                  |
| ↓ Samsan Gymnasium      |

| Hướng Bắc | ● Tuyến 7 | ← Hướng đi Tòa thị chính Bucheon · Onsu · Daerim · Jangam           |
| Hướng Nam | ● Tuyến 7 | → Hướng đi Gulpocheon · Văn phòng Bupyeong-gu · Sangok · Seongnam → |

## Xung quanh nhà ga
| Lối ra \| 나가는 곳 \| Exit \| 出口 | Lối ra \| 나가는 곳 \| Exit \| 出口 |
| ----------------------------------- | --- |
| 1                                   | Khu dã ngoại Bến Bucheon Công viên Ahn Jung-geun New Core Outlet Chi nhánh Bucheon |
| 2                                   | Trung tâm phúc lợi hành chính Sangdong Hướng tới trường tiểu học Sangwon và trường trung học Sangwon |
| 3                                   | Trường trung học cơ sở Sangil, Trường tiểu học Sangil Trường trung học thông tin Bucheon |
| 4                                   | Công viên hồ Sangdong Hướng đi Incheon |
| 5                                   | Đường hầm Sangdong Hướng đi Đường cao tốc vành đai 1 vùng thủ đô Seoul Hướng tới Bảo tàng Truyện tranh Hàn Quốc Hướng tới Tổ hợp Văn hóa Điện ảnh Bucheon Hướng đi công viên giải trí Bucheon Kimchi Ains World |
| 6                                   | Trung tâm hỗ trợ thường trú Sang3 Trung tâm An toàn Shinsang 119 Trường tiểu học Seokcheon |
| 7                                   | Ngã tư Yeonggwang Trường trung học cơ sở Seokcheon |
| 8                                   | Cầu vượt Mujiggae Công viên Gyenam Trung tâm phúc lợi hành chính Shinjungdong Trường trung học nghệ thuật Kyunggi Trường tiểu học Bukwang                                                                       |